# Vimeo Livestream
Vimeo Livestream (conocido originalmente como Mogulus) es una plataforma de streaming de vídeo que permite a sus usuarios reproducir y transmitir vídeos utilizando una cámara y un computador a través de internet. Además del soporte gratuito, ofrece cuentas premium libre de publicidad.
Es responsable también del servicio Twitcam que, vinculado a Twitter, permite que usuarios del microblog transmitan vídeos directamente de su cuenta, sin necesidad de registrarse en Livestream.